# Gheorghe Lazăr, Ialomița
Gheorghe Lazar là một xã thuộc hạt Ialomița, România. Dân số thời điểm năm 2002 là 2502 người.